# West Felton
West Felton est une paroisse civile et un village du Shropshire, en Angleterre.